# Az Egyesült Nemzetek Szervezete Biztonsági Tanácsa
Az Egyesült Nemzetek Szervezete Biztonsági Tanácsa (rövidítve BT) az ENSZ egyik főszerve. A Biztonsági Tanács az ENSZ egyetlen szervezete, amelynek határozatai a tagállamok számára jogilag kötelező érvényűek.

## Története
A BT az ENSZ Alapokmánya 23. cikkelye alapján jött létre. Első ülését 1946. január 17-én tartotta a londoni Church House-ban.
A Tanács folyamatosan ülésezik, az ülések helyszíne változó: az említett londoni helyszín mellett tartott már ülést Párizsban és Addisz-Abebában is. A legtöbb ülés azonban az ENSZ New York-i székhelyén volt.
1971-ben az ENSZ Közgyűlés 2758. számú határozata a Tajvanon székelő Kínai Köztársaságot megfosztotta tagságától, helyette a Kínai Népköztársaságot ismerte el, és ez az állam kapott vétójoggal rendelkező helyet a BT-ben is.
1991-ben az Oroszországi Föderáció zökkenőmentesen lépett a Szovjetunió helyébe, bár az ENSZ Charta 23. cikkelyét, amely kimondja, hogy a BT tagságának módosításához magának a BT-nek a határozata is kell, nem követték (sem 1971-ben, sem 1991-ben), ugyanis a változásokat csak a Közgyűlés határozata alapján ejtették meg.

## Összetétele
Kezdetben 5 állandó, és 6 választott tagja volt. A választott tagok vonatkozásában 1946-ban – a körvonalazódó kétpólusú világrendszerre is tekintettel – egy gentlemen's agreement jött létre a nagyhatalmak között Londonban: a 6 helyből 2 Latin-Amerika, egy Nyugat-Európa, egy Kelet-Európa, egy a Brit Nemzetközösség, egy pedig a Közel-Kelet részére volt fenntartva. Amikor azonban Ukrajna mandátuma lejárt 1949-ben, az USA azt állította, hogy ez a megállapodás csak ez első választásra vonatkozott, és Görögországot, majd Törökországot választották a kelet-európai helyre, majd már nem is európai államot, hanem 1955-től a Fülöp-szigeteket, majd Japánt, hiszen a Közgyűlésben ekkor az USA szövetségeseinek volt többsége. Az USA képviselője a gyakorlatot azzal indokolta, hogy a kelet-európai kormányok nem szolgálják a békét és biztonságot.
A hatvanas évektől, új ENSZ-tagok felvétele miatt a Közgyűlésben az erőviszonyok megváltoztak. Ekkor a „kelet-európai” hely vonatkozásában volt, hogy a huszadik szavazás is eredménytelen maradt. Gyakran kompromisszum született: a 2 évi mandátum helyett 1-1 évre választották meg egyrészt a Szovjetunió kelet-európai jelöltjét, másrészt az USA jelöltjét, így Románia a Fülöp-szigetekkel, Csehszlovákia pedig Malajziával osztozott a helyen. Nem csak a „kelet-európai” helyen fordult elő a mandátum megosztása egyetértés hiányában: például Kuba, mint az el nem kötelezett országok jelöltje, és az ellenjelölt, Bolívia 1-1 évre lett megválasztva.
1966-tól tízre növelték a választott tagok számát, és a Közgyűlés meghatározta a földrajzi összetételt is: a 10 választott tag közül 5 Ázsia vagy Afrika, 1 Kelet-Európa, 2 Latin-Amerika, 2 pedig Nyugat-Európa, vagy más, fel nem sorolt régió (pl. Ausztrália, Új-Zéland, Kanada) képviselője. A tagokat a közgyűlés 2 évre választja, minden évben 5 új tagot választ. A lelépő tag nem választható azonnal újra.
A Biztonsági Tanácsot úgy kell megszervezni, hogy bármikor összehívható legyen, ezért tagjai állandó képviseletet tartanak fenn New Yorkban. A Biztonsági Tanács meghívhatja az ügyben érintett államot az ülésére, de amennyiben ez nem tagja a BT-nek, nincs szavazati joga. Ha az ügy nemzetközi viszály, a közvetlenül érdekelt államokat, tanácskozási joggal akkor is meg kell hívni, ha az ENSZ-nek sem tagjai. A gyakorlat az, hogy az érdekeltségét bejelentő államot meghívják a BT ülésére.
Az összetétel reformja régóta vita tárgya – különösen a változó világpolitikai helyzet folytán: egyes államok (Németország, India, Brazília, Japán állandó tagok kívánnak lenni. Németország és Japán a második és harmadik legnagyobb finanszírozói a szervezetnek, és – szemben az alapításkori helyzettel, amikor vesztes államként nyilván nem merülhetett ez fel – ez indokolttá tenné BT-tagságukat. Felmerült, hogy egyes államok állandó tagok legyenek, de vétójog nélkül.
A Szervezet 15 tagból áll, ebből 5 állandó és vonatkozik rá a nagyhatalmi egyhangúság elve, tíz pedig változó (a Közgyűlés által választott, és nem vonatkozik rá az egyhangúság elve sem).
Magyarország 1968–69-ben, majd 1992–93-ban BT-tag volt.

### Állandó tagok
- Amerikai Egyesült Államok
- Egyesült Királyság
- Franciaország
- Kína (1971-ig a  Kínai Köztársaság)
- Oroszország mint a  Szovjetunió jogutódja

### Ideiglenes tagok
| Terminus | Afrika  | Afrika       | Afrika   | Ázsia és a Csendes-óceáni térség | Ázsia és a Csendes-óceáni térség | Kelet-Európa | Latin Amerika és a Karibi-térség | Latin Amerika és a Karibi-térség | Nyugat-Európa és mások | Nyugat-Európa és mások |
| -------- | ------- | ------------ | -------- | -------------------------------- | -------------------------------- | ------------ | -------------------------------- | -------------------------------- | ---------------------- | ---------------------- |
| 2022     | Gabon   | Ghána        |          | Egyesült Arab Emírségek          |                                  | Albánia      | Brazília                         |                                  |                        |                        |
| 2023     | Gabon   | Ghána        | Mozambik | Egyesült Arab Emírségek          | Japán                            | Albánia      | Brazília                         | Ecuador                          | Málta                  | Svájc                  |
| 2024     | Algéria | Sierra Leone | Mozambik | Koreai Köztársaság               | Japán                            | Szlovénia    | Guyana                           | Ecuador                          | Málta                  | Svájc                  |
| 2025     | Algéria | Sierra Leone |          | Koreai Köztársaság               |                                  | Szlovénia    | Guyana                           |                                  |                        |                        |

A nem eljárásrendi kérdésekben az 5 állandó tag egybevágó szavazatával ("nagyhatalmi egyhangúság v. állandó tagok egyetértésének elve") dönt a Tanács. Ez NEM vétójog - a médiumok pontatlan szóhasználatát ugyan átvette a köztudat - de valójában a döntés meg sem születhet az egyetértés nélkül! (VÉTÓJOG: egyes államokban (pl. USA) az a jog, hogy a törvényhozás (parlament) által már meghozott határozat vagy törvény hatálybalépését az államfő megakadályozhatja.)
Eljárásrendi kérdésekben pedig a Tanács bármely tagjának (az állandó és nem állandó tagok közül) összesen 9 igenlő szavazatával születhet meg a Tanácsban a döntés.
A BT a gyors és hathatós cselekvés letéteményese, határozatai az ENSZ tagállamok részére kötelező
érvényűek. Mivel a BT nem rendelkezik konkrét katonai (ill. egyéb rendvédelmi) erő felett, így érdekérvényesítő képessége meglehetősen korlátozott. Főként ennek tudható be, hogy némely állandó tag katonai műveleteit nem képes azonnal – csak fáziskéséssel a diplomácia útján – megállítani (pl. az amerikai-brit vezetésű iraki háború). Rendszerint a NATO az a katonai szervezet (ill. egyes tagországai), amely képes az ENSZ BT érdekeit megfelelő mértékben képviselni (szerződése értelmében), valamint az EU érdekeltségi körén belül maga a 2007. január 1-jétől működő „összeurópai” haderő (European Rapid Reaction Force, ERRF).

## Feladata és hatásköre
Hatásköre négy csoportra osztható:
- a béke és biztonság fenntartása,
- „kötelező jellegű általános hatáskör”
- közreműködés az államok közti viszályok rendezésében,
- szervezési feladatok.

### A béke és biztonság fenntartása
A béke és biztonság fenntartásával kapcsolatos hatáskör az Alapokmány 24. cikkéből következik, mely szerint az ENSZ tagjai a béke és biztonság fenntartásával kapcsolatos felelősséget a gyors és hatékony cselekvés érdekében a BT-re ruházzák, és elismerik, hogy a BT a nevükben jár el. Tehát a BT az összes tagállam nevében jár el. Hans Kelsen kritikája szerint – mivel a BT-nek nem tagja minden tagállam, és a BT-ben is lehetnek ellenszavazatok, a BT nem a tagok, hanem a szervezet nevében jár el. A BT tehát a nemzetközi közhatalom letéteményese, de köti az Alapokmány 24. cikk 2. pontja, mely szerint az ENSZ céljaival és elveivel összhangban kell eljárnia. Tevékenységéről évente beszámol a Közgyűlésnek, és a Közgyűlés egyébként is ellenőrzi.
Az Alapokmány VII. fejezete szabályozza az e hatáskörhöz tartozó eljárást. Az eljárásnak akkor van helye, ha a béke veszélyben van. Az alapokmány előkészítésekor felmerült, hogy ezt a BT a Közgyűléssel egyetértésben állapíthassa meg, de a nagyhatalmak ezzel a javaslattal nem értettek egyet, ezért az Alapokmány 39. cikke úgy rendelkezik, hogy a BT egymaga jogosult arról is dönteni, hogy veszélyben van-e a nemzetközi béke, és arról is, hogy milyen szankciót kell alkalmazni. (Korábban, a Nemzetek Szövetsége gyakorlatában minden állam önállóan döntötte el, hogy egy másik állam megszegte-e az Egyezségokmányt.) Az Alapokmány 25. cikke szerint a tagok megegyeznek, hogy a BT határozatait elfogadják és végrehajtják. Ennek tényleges biztosítéka az állandó tagok katonai ereje.
A béke és biztonság megsértése esetén a biztonsági Tanács:
- nem kötelező ajánlásokat tehet az Alapokmány 39. cikke szerint,
- ideiglenes szabályokat foganatosíthat a 40. cikk szerint, mielőtt döntést hozna,
- nem fegyveres szankciókat rendelhet el a 41. cikk értelmében,
- végső esetben katonai akciókat foganatosíthat a 42. cikk értelmében, légi, tengeri és szárazföldi erők felhasználásával.

Ideiglenes szabályok előfordulhatnak, például elrendelheti a hadműveletek felfüggesztését, csapatok visszavonását. Kötelező jellegük nincs, szankciójuk a 40. cikk szerint az, hogy a BT a be nem tartásukat „számon tartja”.
Nem fegyveres szankciók lehetnek: a gazdasági kapcsolatok, a vasúti, tengeri, légi, postai összeköttetés megszakítása, egyéb forgalom felfüggesztése, diplomáciai képviselet megszakítása. Az így elszigetelt ország nem sokáig tudna fennmaradni, de az intézkedésnek számos humanitárius korlátja van, és gyakorlati problémák is felmerülnek, és nem csak a szankcionált államok számára lehetnek hátrányosak, hanem más államok számára is. Például a Jugoszlávia elleni embargó Magyarország számára kb. 2 milliárd dollárnyi kárt okozott. Az érintett tagállam ilyenkor kárenyhítés céljából a BT-vel tanácskozásokat folytathat. Gyakorlati probléma, hogy a tilalom miatt jelentős hasznot hozó illegális kereskedelem felpörög. Például Jugoszláviában a világpiaci ár tízszereséért lehetett a csempészett benzint eladni. Probléma, hogy gyakran a lakosságot jobban sújtják a szankciók, mint a hadsereget, ahogy ez történt az 1991-es, Irak elleni szankciók során.
A katonai akciók nem feltétlenül fegyveres harcokat jelentenek. Ide tartozhat a tengeri, légi és vízi haderő tüntető felvonulása, vagy a blokád, zárlat, bojkott is. Az ENSZ-nek saját fegyveres ereje nincs, elsősorban a BT tagjai bocsátják a szervezet rendelkezésére a haderőt, illetve elvileg a BT felhívására más államok is kötelesek lennének erre, de a gyakorlatban kétoldalú megállapodásokat köt a BT a nem BT-tag tagállamokkal, amelyek saját alkotmányos szabályaik szerint ezt meg is erősítik. Így csak olyan állam vesz részt a katonai akciókban, amely erre önként vállalkozik. A haderőt az Alapokmány 46. és 47. cikke szerinti, a BT mellett működő Vezérkari Bizottság felügyeli. Ez a segédszerv az 5 nagyhatalom vezérkari főnökének helyetteséből, vagy vezérkarának képviselőjéből áll. A Vezérkari Bizottság jogosult az alapokmány értelmében a haditerv elkészítésére, és a csapatok vezérlésére, de erre a gyakorlatban – a két, már megvalósult szankciós katonai akció ellenére – még nem került sor.
A megtámadott államok nem kötelesek megvárni a BT akcióit, mert az egyéni, vagy kollektív jogos védelem joga megilleti őket, de csak addig, amíg a BT nem határoz.
A BT nem tagállammal szemben is elrendelhet kényszerítő intézkedést a 2. cikk 6. bekezdése szerint, mert nem csak az ENSZ-tagok közötti békét, hanem a világbékét kell megóvnia.

#### Az ENSZ katonai akciói
Míg 1948 és 1988 között összesen 15 katonai akciója volt az ENSZ-nek, addig 1989 és 1996 között már 28. Ezek 1994-ben 3,6 milliárd, 1995-ben 3,2 milliárd, 1996-ban 1,4 milliárd amerikai dollár-t emésztettek fel. A békefenntartó akciók nem mindig voltak sikeresek: kudarcnak tekinthető a szomáliai és a jugoszláviai akció is. Ezért a békeszervezet óvatosabb lett, és 1994 után gyakran megfigyelő missziókat hozott létre.
Csupán két katonai akció volt, amelyet a Biztonsági Tanács a béke és biztonság fenntartásával kapcsolatos hatáskörében, szankciós jelleggel alkalmazott. Az Alapokmány nem rögzíti, hogy a béke és biztonság fenntartása érdekében rendfenntartás, megfigyelés érdekében is igénybe vehető katonai erő, de nem is zárja ki, így ez jogszerűnek tekinthető. Előfordult azonban az Alapokmánnyal nem teljesen összhangban álló akció is: például ugyan a BT felhatalmazása alapján, de a Főtitkár állította fel a fegyveres erőt 1965-ben az ENSZ India–Pakisztáni Megfigyelő Missziója esetében, és olyan is volt, hogy a haderőt a Közgyűlés létesítette (UNEF I., 1956-ban). A Vezérkari Bizottság közreműködésére pedig egyetlenegy esetben sem került sor. Ezeket mégsem tarthatjuk a nemzetközi jog megsértésének, hiszen az Alapokmányban foglalt cél érdekében történtek.
M. Goulding, békefenntartásért felelős főtitkár-helyettes osztályozása szerint a katonai akció lehet:
- preventív állomásoztatás (pl. Észak-Macedónia),
- hagyományos békefenntartás, ami lehet fegyvertelen misszió (pl. Nyugat-Szahara), fegyveres ellenőrző misszió (pl. Ciprus), vagy béketeremtő missziót követő ellenőrzés (pl. az Irak–Kuvait határon),
- átfogó rendezési tervet segítő misszió (Namíbia, Kambodzsa),
- humanitárius szállítmányok védelme (Szomália),
- „kékre festés”: olyan országba küldött misszió, ahol a törvényes rend összeomlott (Kongó), és ahol sok tevékenységet (humanitárius, tűzszünet-fenntartó, leszerelő-átszerelő) tevékenységet össze kell hangolni,
- tűzszünetet betartó misszió.

Nagy Károly ezzel szemben három csoportba sorolja a katonai akciókat:
- megfigyelő tevékenység,
- békefenntartó fegyveres tevékenység,
- békekikényszerítés: jogsértés esetén, a béke és biztonság fenntartása céljából foganatosított akció.

##### A megfigyelő tevékenység
Közkeletű neve: kéksapkás erők. Fegyvertelen akció, célja a nemzetközi megállapodások, különösen fegyverszüneti egyezmények betartásának ellenőrzése. Az érintett államok beleegyezése szükséges az akcióhoz. Az első ilyen 1948-ban az ún. UNTSO, a Közel-Keleten kifejtett fegyverszünet-ellenőrző szervezet tevékenysége volt. Ez 500 fős volt, és a Rodosz szigetén Izrael és az arab államok közt létrejött fegyverszünet végrehajtását ellenőrizte.
A második Indiában és Pakisztánban volt, a kasmíri háborúval kapcsolatban. Az első kasmíri háború 1948-ban robbant ki, és a létrejött fegyverszünetet az UNMOGIP nevű ENSZ akció ellenőrizte. Ez ausztráliai, kanadai, új-zélandi, olasz, svéd, dán és amerikai katonákból álló kis tiszti csoport volt.
Az izraeli-szíriai háború után a Golán-fennsíkra 1974-ben telepített 1300 fős csoport évtizedekre volt kénytelen berendezkedni.
1991-től a Szaharában a MINURSO, 1993-tól Libériában az UNOMIL, 1994-től Tádzsikisztánban az UNMOT működött. Az Irak–Kuvaiti Megfigyelő Akció (UNIKOM) pedig békefenntartó misszióból megfigyelő misszióvá alakult, azzal a feladattal, hogy felügyelje az Irak és Kuvait között létrejött demilitarizált övezetet, és akadályozza meg a határsértéseket.
Magyarország is részt vett több megfigyelő akcióban.

##### Békefenntartó tevékenység
Közkeletű neve: kéksisakos erők. Nehézfegyverekkel – harckocsikkal, ágyúkkal – felszerelt alakulatok. Vagy harcban álló felek szétválasztása a feladatuk, vagy egy területen az igazgatást és rendfenntartást az ENSZ-nek kell megoldania. Ez a tevékenység az Alapokmányban nem szerepel, így sokak szerint az Alapokmányt bővíteni kellene. Mások szerint azonban erre nincs szükség, mert a haderő bevetése a BT hatáskörébe tartozik. Ugyanakkor a rendfenntartó tevékenység nem kényszerrendszabály, így a területileg érintett állam beleegyezésére szükség van. A beleegyezést általában az érintett állam és az ENSZ Főtitkára közti megállapodás tartalmazza. Egyiptom például az 1956-os szuezi válságot követően létrejött UNEF I., Kongó az ONUC jogállásáról kötött egyezményt. (Utóbbi kivételesen nem angol, hanem francia rövidítés: Operation des Nations Unies au Congo). Egyik fél oldalán sem vehetnek részt a konfliktusban. Fegyvereiket csak végső esetben és önvédelemből használhatják.
Az UNEF II. – az UNEF I.-hez hasonlóan – a Szuezi-csatorna övezetében és a Tiran-szoros kijáratánál működött. Az UNEF II. 1973 októbere és 1979 között működött.
Kongóban 1960-tól 4 évig működött egy 35 tagállamból toborzott, 20 000 fős sereg, kb. 400 millió dollár költségen, de kétes eredménnyel, hiszen bár a feladata a törvényesen megválasztott Patrice Lumumba kormányának hatalomra juttatása lett volna, a békefenntartók jelenléte ellenére Lumumbát megölték. Az akciót U Thant ENSZ-főtitkár szüntette meg. A szocialista országok nem voltak hajlandóak a költségekhez hozzájárulni, ez vezetett a világszervezet első pénzügyi válságához.
1962-ben Nyugat-Iránban vetettek be ENSZ-erőket, de már ebben az évben megállapodtak arról, hogy a területet Hollandia az ENSZ-nek adja át.
Az UNTAES (U. N. Transnational Administration for Eastern Slavonia, Baranja and Western Sirmium) nevű erők a délszláv háború során igazgatta Kelet-Szlavóniát, Baranyát és Nyugat-Szerémséget. Ez volt az ENSZ eddigi legnagyobb ilyen jellegű vállalkozása. Szintén a délszláv háború idején, 1992 februárjától három horvátországi területen, majd a szarajevói repülőtéren állomásozott, és a bosnyák légteret ellenőrizte az UNPROFOR nevű erő, amely az észak-macedón államfő kérésére kiterjesztette tevékenységét Észak-Macedónia területére is. 1993-tól Szarajevó, Tuzla, Goražde és Bihács boszniai városokat védetté nyilvánította az ENSZ. 1995-től a BT az UNPROFOR-erőket három részre osztotta: Boszniában maradt az UNPROFOR, Horvátországban és Észak-Macedóniában pedig az UNCRD, illetve az UNPREDEP nevű erők jöttek létre. A három erő 1995 tavaszán 38 ezer katonát, 803 rendőrt, 2017 nemzetközi, 2615 helyi személyzetet foglalkoztatott, évi költsége 1,9 milliárd dollár volt. A daytoni megállapodást követően a misszió szerepe főleg a boszniai helyzet megoldására koncentrálódott, és az ENSZ és a NATO közti megállapodás alapján a NATO vette át nagyobbrészt a misszió feladatát 1995. december 20-tól. A fegyveres erőben azonban nem NATO-tagok is részt vehettek, Magyarország például egy műszaki alakulattal részt is vett, ahogy azt már az UNPROFOR idején is megtette, továbbá Taszáron egy szárazföldi és légi bázist is rendelkezésre bocsátott. Az ENSZ által így létrehozott NATO-erő először az IFOR, majd az SFOR nevet kapta, és 60 ezer fős kerettel működött. ENSZ-erők is maradtak a térségben: az ENSZ Bosznia-Hercegovinai missziója (UNMIBH), mely 1995 decemberétől működött Szarajevóban, és rendőrökből és megfigyelőkből állt, továbbá egy 28 megfigyelőből álló egység Prevlaka félszigetén 1996-ot követően.
Az időben leghosszabb akció a ciprusi: 1963-ban döntött úgy a BT, hogy a fegyveres harcok megfékezésére békefenntartó erőket küld a szigetre, és 1964-ben az ENSZ Főtitkára parancsnoksága alatt létre is hozták a haderőt. Ez 6-7000 fős volt, és angol, kanadai, ír, svéd, finn, brazil közreműködéssel jött létre. 1974., az Észak-Ciprusi Török Köztársaság létrejötte után is a szigeten maradtak ezek az erők.
a Közel-Keleten 1974-től egy békefenntartó erő jött létre a Sínai-félszigeten, egy kéksapkás misszió pedig a Golán-fennsíkon. 1978-ban a libanoni polgárháború eseményeibe Izrael beavatkozott, így a BT egy 6000 fős békefenntartó erőt hozott létre az ország északi részén, amely azonban nem tudta sem a támadást, sem a polgárháború elmérgesedését megakadályozni.

##### Szankciós jellegű akciók
Az ENSZ történetében eddig két alkalommal került sor a BT által jóváhagyott békekikényszerítő akcióra. Erre agresszió esetén, az agresszorral szembeni fellépés érdekében kerülhet sor, az érintett állam beleegyezésére nincs szükség, és a cél a támadó cselekmény abbahagyásának kikényszerítése. Mivel a nagyhatalmak teljes konszenzusát feltételezi, ezért az ilyen ritka.
Az első ilyen fellépés az 1950-ben kezdődő koreai háborúval kapcsolatos: amikor Észak-Korea hadserege Dél-Korea jelentős részét elfoglalta, az USA a BT összehívását kérte, és ott javasolta Észak-Korea agresszorrá nyilvánítását, és hogy a BT fegyverrel is lépjen fel Dél-Korea mellett. A BT-ben Kína képviseletében ekkor még Csang Kaj-sek – a már Tajvan szigetére visszaszorított – kormánya vett részt, ezért nem állt ellen a határozatnak Kína. A Szovjetunió pedig – később általa is tévesnek ítélt megfontolásból – nem vett részt ebben az időben a BT munkájában, éppen azért, mert így tiltakozott az ellen, hogy Kína képviseletében a BT-ben a tajvani kormány foglal helyet. Amint a határozathozatal rendjénél említettük, ekkor még vita volt abban a kérdésben, hogy az egyik állandó tag távollétében hozott határozat érvényes-e, de ezt a határozatot érvényesnek tekintették a Szovjetunió távolléte ellenére. Az így felállított haderő 90%-át az USA adta. Az USA mellett – kisebb mértékben – még Ausztrália és a Fülöp-szigetek is részt vett a felállításában. A vezetést a Vezérkari Bizottság helyett amerikai tábornok vette át, és a felelősséget is az USA vállalta az ENSZ helyett. Mivel Észak-Korea kínai önkéntesektől jelentős segítséget kapott, az 1953-as fegyverszüneti megállapodás döntetlen eredménynek tekinthető. Maga az akció ugyanakkor példa a BT közhatalmi szerepére, hiszen nem tagállamot védett meg nem tagállammal szemben.
A másik ilyen akció – az öbölháborúval kapcsolatban jogilag kevésbé egyértelmű: miután 1990. augusztus 2-án Irak megtámadta Kuvaitot, és megkísérelte annak teljes bekebelezését. A BT 1990. augusztus 2-án 661. számú határozatában elítélte az iraki inváziót, 1990. november 29-én pedig 678. számú határozatával felhatalmazott minden tagállamot, hogy működjön együtt Kuvait kormányával a béke helyreállítására. Tehát a határozat nem egy, a BT által kikényszerítendő cselekvést írt elő, hanem kollektív jogos védelem lehetőségét biztosította. A BT felhívta Irakot Kuvait területének elhagyására, de ennek elmaradása után ENSZ-fellépést nem határozott el a szükséges eszközök híján. Az Öbölháború a békefenntartó akciók sokszorosába, 63 milliárd dollárba került, és az ENSZ által nem biztosítható haditechnikát igényelt. A vezető szerepet az USA vállalta, de támogatást kapott Franciaországtól, Nagy-Britanniától, és több, kisebb államtól. A szövetséges erők kiűzték Irakot Kuvait területéről, akik – olajkutak felgyújtása után – távoztak, és a teljes katonai vereséget követően, 1991. április 8-án elfogadták a BT határozatait.

### Kötelező jellegű általános hatáskör
Kérdés, hogy a béke és biztonság érdekében hozott kényszerintézkedéseken túl hozhat-e a BT kötelező határozatot. Az Alapokmány 25. cikke szerint az ENSZ tagjai az Alapokmánynak megfelelően a BT határozatait elfogadják és végrehajtják. Az „Alapokmánynak megfelelően” kitétel értelmében csak az Alapokmány rendelkezései szerint meghozott határozatok kötelezőek. Az Alapokmánynak megfelelő határozatok azonban – a VI. fejezet szerinti ajánlások kivételével – nem kötelezőek a béke és biztonság körében hozott kényszerítő intézkedések körén kívül is a Nemzetközi Bíróság 1971. június 21-i tanácsadó véleménye értelmében. Ebben az ügyben miután a Közgyűlés megvonta a Dél-afrikai Köztársaságtól a Namíbia igazgatására vonatkozó mandátumot, a BT felszólította a Dél-afrikai Köztársaságot, hogy hagyja el Namíbia területét, mert az ott tartózkodása jogellenes. A Dél-afrikai Köztársaság azonban a határozatot nem hajtotta végre, ezért a BT 1970-ben tanácsadó véleményt kért a Nemzetközi Bíróságtól: milyen következménye van a tagállamokra nézve annak, hogy a BT 276/1970. sz. határozata ellenére a Dél-afrikai Köztársaság nem hagyta el a területet. A Nemzetközi Bíróság tanácsadó véleménye szerint a 25. cikk szerint a BT határozata akkor is kötelező, ha nem a béke és biztonság fenntartása érdekében hozott kényszerintézkedés, és azt az államot is kötelezi, amelyik a BT-ben az ellen szavazott, illetve azokat az államokat is, amelyek nem tagjai a BT-nek.
A gyakorlatban előfordul, hogy – bár általában a BT határozatai nem normatív jellegűek – gyakorlatilag jogot alkot a BT. Például a volt Jugoszlávia területén 1991 óta elkövetett, a nemzetközi humanitárius jogot súlyosan sértő cselekményekért felelős személyek megbüntetésére létrejött Nemzetközi Törvényszék létrehozása normatív aktusnak tekinthető. A BT határozata normatív jellegű lehet akkor is, amikor egy belső, tagállami aktust semmisít meg, mint például az 1984-es 554. sz. határozat, amely semmisnek nyilvánította a Dél-afrikai Köztársaságnak az ENSZ alapokmányába ütköző új alkotmányát, és az ezzel kapcsolatos 1983-as népszavazást, amely során szavazati joga csak a fehéreknek volt. A Dél-afrikai Köztársaságnak az apartheid-rendszer megalkotása során felállított bábállamai, az ún. bantusztánok függetlenségének kikiáltását is érvénytelennek nyilvánította a BT, például 1979. szeptember 21-én a Venda bantusztán kikiáltását minősítette semmisnek, és felhívta a kormányokat arra, hogy tagadják meg az elismerést. A felhívás nem jelentett kötelező erőt, de a bantusztánokat csak a Dél-afrikai Köztársaság ismerte el.
Az Alapokmány 26. cikke szerint a BT köteles a Vezérkari Bizottság segítségével az ENSZ tagjai részére a fegyverkezés szabályozására szolgáló rendszer létesítésére tervezetet dolgoz ki. Ez nem valósult meg, a gyakorlatban a leszerelési tárgyalások az ENSZ-en kívül történtek, így kérdéses e döntések jogi jellege.

### Közreműködés az államok közötti viszályok rendezésében
A BT közreműködik a viszályok békés rendezésében. Az Alapokmány VI. fejezete szerint a BT – saját kezdeményezésére, vagy bármely tagállam, illetve a Főtitkár felhívására – megvizsgálhat minden olyan viszályt, vagy helyzetet, amely a nemzetek között súrlódásokat okozhat. Az Alapokmány 34. cikke nemcsak viszályról, hanem ilyen helyzetről rendelkezik, így a nemzetközi békét és biztonságot veszélyeztető belső konfliktus is lehet intézkedés tárgya. A békére veszélyes belső konfliktus esetén a BT béketeremtőként lép fel, így tett például az 1994-95-ös ruandai polgárháború idején.
Már a Nemzetek Szövetsége Egyezségokmánya úgy rendelkezett, hogy a nem választottbírói eljárás alá tartozó vitákat a felek kötelesek voltak a Nemzetek Szövetsége Tanácsa elé utalni, amely szerv nem kötelező, illetve egyhangúlag elfogadott jelentés esetén kötelező határozatot hozott. Nem kötelező döntés esetén a felek háromhavi várakozás után háborút indíthattak.
A BT nem kötelező jelleggel jár el a vitarendezés keretében, hanem – az Alapokmány 36. cikke értelmében – megfelelő eljárási, vagy rendezési módokat ajánlhat, és ennek körében köteles figyelembe venni a felek által már elfogadott eljárásokat. A BT e hatáskörében tehát javaslatot tesz, egyeztet, közvetít, vizsgáló bizottságot hoz létre. A körülmények megismerése érdekében ténymegállapító bizottságot is létrehozhat. Ilyen volt az 1947. augusztus 25-én létrejött tanácskozási és vizsgáló bizottság, amely az újonnan létrejövő Indonézia és volt gyarmattartója, Hollandia közti vita rendezésére jött létre. Előfordul, hogy a BT nem hoz létre bizottságot, hanem néhány tagját delegálja egy vita kivizsgálására. Így 1959. szeptember 7-én Laosz kérdésében létrejött egy ilyen testület a tények helyszíni vizsgálatára. Volt rá példa, hogy nem vezettek eredményre ezek az intézkedések: például 1966-ban a Jemen által a Bahrein Emirátus ellen intézett légitámadás folytán kibontakozó Nagy-Britannia és Jemen közti viszályban a BT nem fogadta el a megfelelő vizsgáló bizottsági javaslatot.
A békét és biztonságot veszélyeztető viszályok esetén a BT már nem ezt a hatáskörét, hanem kötelező hatáskörét gyakorolja – ahogy a Manilai Nyilatkozat kifejti: a békét és biztonságot veszélyeztető viszályok esetén a tagállamok elismerik a BT elsődleges szerepét.

### Szervezési feladatok
Ezek is kötelező jellegű hatáskörök, ilyenek:
- javaslat tétele a tagfelvételre, a tagsági jog felfüggesztésére, a tag kizárására, a főtitkár megválasztására (ellentétben a Nemzetek Szövetsége szabályaival, ahol a Tanács a tagfelvételbe nem szólt bele; az ENSZ BT javaslatát a Közgyűlés nem köteles elfogadni, de nélküle sem negatíve, sem pozitíve nem foglalhat állást),
- a felfüggesztett állam tagsági jogait a BT állítja helyre,
- közreműködik a Nemzetközi Bíróság bíráinak megválasztásában,
- a hadászatilag fontos körzetek esetén a Gyámsági Tanács a jelentését a BT-nek, és nem a Közgyűlésnek tette meg: ilyen területnek nyilvánította az Alapokmány az USA gyámsága alá került Csendes-óceáni-szigeteket (Karolina-szigetek, Marshall-szigetek, Mariana-szigetek).

## Szervezete
A BT elnöke havonta, rotációs alapon, az angol ABC sorrendjében változik.
A BT ügyrendjét, részletes eljárási szabályait, segédszerveit maga állapítja meg. Segédszerve a Vezérkari Tanács, a Tagfelvételi Bizottság, amely 15 helyettes képviselőből áll, a Szakértők Bizottsága, amely a 15 állam tanácsadójából tevődik össze. A BT tagjait képviselő személyeknek az állam-, vagy kormányfője, vagy külügyminisztere által adott megbízólevelet 24 órával az előtt meg kell küldeni a Főtitkárnak, hogy a tag elfoglalná helyét a Tanácsban. Ha a képviseleti jogosultsággal kapcsolatban kétség merül fel, a tag mindaddig gyakorolja jogait, amíg a kérdésben a BT nem dönt.

## Eljárása, és a szavazás módja
Az Alapokmány 27. cikke szerint minden BT-tag egy szavazattal rendelkezik, és bármely kérdésben 9 igen szavazat szükséges az érvényes határozathoz. Eljárási kérdésekben ez a 9 szavazat bármely 9 ország szavazata lehet, érdemi kérdésben azonban az 5 állandó tag szavazatának ebben benne kell lennie. Ezt vétójognak nevezik a gyakorlatban, de a kifejezés nem pontos: a vétójog intézménye a Római Birodalomban alakult ki: a néptribunus érvényteleníthetett más szerv által érvényesen meghozott döntéseket. Ugyanígy a feudalizmusban a király a rendi országgyűlés határozatát vétózhatta meg, a mai Latin-Amerika egyes országaiban pedig a köztársasági elnök egyes törvényeket semmisíthet meg. Ezzel szemben a BT-ben nem egy más szerv érvényes döntését semmisítheti meg valaki, hanem ezen igen szavazatok nélkül nem jön létre érvényes döntés.
A 27. cikk szó szerinti értelmezése azt jelentené, hogy ha valamely állandó tag nincs jelen, vagy tartózkodik, akkor úgy tekintik, hogy érvényes a határozat. Így akár az 5 állandó tag tartózkodása, vagy távolléte esetén is határozhat(na) a BT.
Az Alapokmány kidolgozásakor a BT szervezetével és eljárásával foglalkozó albizottságban Ausztrália és Új-Zéland kezdeményezésére kisebb latin-amerikai és európai államok a vétó gyakorlásával kapcsolatos aggályaik ügyében egy 23 kérdésből álló ívet intéztek a négy nagyhatalomhoz, amelyet azok jegyzékben válaszoltak meg. A 19. kérdés úgy hangzott: ha éppen az a kérdés, hogy a felmerülő kérdés eljárási jellegű-e, vagy sem, akkor ezt a kérdést az érdemi, vagy az eljárási kérdésekre irányadó szavazás szerint kell eldönteni. A négyhatalmi nyilatkozat szerint az Alapokmány kellően pontos, így nehezen fordulhat elő a gyakorlatban olyan helyzet, hogy ne lehessen dönteni arról, hogy egy kérdés érdemi, vagy eljárási jellegű-e. Ha mégis előfordul, akkor ebben a kérdésben a döntést az állandó tagok egybehangzó szavazatával kell meghozni. Ez az ún. kettős vétó.
Nincs tehát vétó napirendi kérdésben. Ha az a kérdés, hogy egy ügy megvizsgálására kiküldjenek-e egy bizottságot, akkor ez érdemi kérdés, és van vétójog. de hogy hány tagja legyen a bizottságnak, és mennyi idő múlva tegyen jelentést, az eljárási kérdés, és itt már nincs.
Főszabály szerint ülései nyilvánosak, de határozhat zárt ülés tartásáról. Rendszerint New Yorkban ülésezik, de másutt is tarthat üléseket. Például 1972-ben Addisz-Abebában tárgyalt Dél-Rhodézia és a Dél-afrikai Köztársaság fajüldöző politikájáról. 1973-ban Panamán tárgyalt a Panama-csatorna problémájáról.